# BKK Landesverband Bayern
Der BKK Landesverband Bayern ist die Dachorganisation der Betriebskrankenkassen, die ihren Sitz in Bayern haben. Andere Krankenkassen können dem Landesverband beitreten. Er hat seinen Sitz in München, ist eine Körperschaft des öffentlichen Rechts und untersteht der Rechtsaufsicht des Bayerischen Staatsministeriums für Gesundheit und Pflege.

## Aufgaben
Der Landesverband erfüllt die ihm durch das Sozialgesetzbuch zugewiesenen Aufgaben unter Beachtung des Grundsatzes der Wirtschaftlichkeit. Er hat die Interessen seiner Mitglieder zu wahren und diese zu unterstützen. Bei der Zusammenarbeit mit anderen Verbänden, Institutionen und Versicherungsträgern sind die besonderen Interessen der betrieblichen Krankenversicherung und der Pflegeversicherung zu beachten. Der Landesverband nimmt ebenso die Aufgaben eines Landesverbandes der Pflegekassen nach § 52 SGB XI wahr.
Zu den Kernaufgaben gehören die Vertragsverhandlungen zur ärztlichen und zahnärztlichen Versorgung, zu Arzneimitteln, Heil- und Hilfsmitteln sowie Versorgungsverträge und Budgetverhandlungen mit Krankenhäusern und Rehaeinrichtungen, Rettungsdiensten und sonstigen Leistungserbringern ebenso wie ambulanter und vollstationärer Pflegesachleistungen.
Darüber hinaus wirkt der Landesverband bei der Krankenhausplanung und der Umsetzung strukturierter Behandlungsprogramme (DMP) mit.
Er unterstützt seine Mitgliedskassen bei der Verhandlung BKK-individueller Verträge,  der Wirtschaftlichkeits- und Abrechnungsprüfung in der vertragsärztlichen und vertragszahnärztlichen Versorgung und schließt Vereinbarungen  zur Förderung der Präventions- und Selbsthilfe.
Er übt die politische Vertretung auf Landesebene aus und begleitet Gesetzgebungsverfahren. Für Medien und Fachöffentlichkeit ist der BKK Landesverband Bayern ein wichtiger Ansprechpartner bei Fragen rund um die gesetzliche Krankenversicherung.

## Dienstleistungen
Der Landesverband unterstützt und berät seine Mitgliedskassen auf vielen Ebenen, u. a. zur Haftungsprävention bei der Finanzanalyse und vorausschauenden Finanzplanung (Finanzcontrolling). Er gibt wichtige Informationen an die Mitgliedskassen weiter und schult diese.

## Mitgliedskassen
Der BKK Landesverband Bayern hat 14 Mitglieder.
Bundesweite:
- Audi BKK
- Betriebskrankenkasse Mobil
- BKK Provita
- BKK Verbundplus
- Mhplus Betriebskrankenkasse
- Salus BKK
- Securvita BKK
- SKD BKK

Bayernbeschränkte:
- BKK Akzo Nobel Bayern
- BKK Faber-Castell & Partner

Betriebsbezogene:
- Betriebskrankenkasse der BMW AG
- EY Betriebskrankenkasse[4]
- Koenig & Bauer BKK
- Krones Betriebskrankenkasse

## Marktanteil
In Bayern selbst leben über 2,6 Millionen BKK-Versicherte. Damit verfügen die Betriebskrankenkassen im Freistaat über einen Marktanteil von rund 23 Prozent.
BKK Versicherte in Bayern (Stand: 11/2023)

## Verwaltungsrat
Das oberste Gremium ist der Verwaltungsrat. Er hat 28 Mitglieder. Sie setzen sich je zur Hälfte aus ehrenamtlichen Vertretern der Versicherten und der Arbeitgeber zusammen. Jede Gruppe stellt dabei einen Vorsitz. Die beiden Vorsitzenden wechseln sich jährlich im Vorsitz ab.
Der Verwaltungsrat beschließt unter anderem die Satzung und den Haushalt. Auch nimmt er die Jahresrechnung ab. Er entscheidet auch über grundlegende Fragen der Weiterentwicklung des Verbandes.

## Vorstand
Der Vorstand verwaltet den Landesverband und vertritt ihn gerichtlich und außergerichtlich nach außen und sorgt für die Umsetzung der Beschlüsse des Verwaltungsrats. Der Vorstand besteht aus einem Mitglied. Der Vorstand hat dem Verwaltungsrat insbesondere zu berichten über die Umsetzung von Entscheidungen von grundsätzlicher Bedeutung und die finanzielle Situation sowie die voraussichtliche Entwicklung.